# 기타호리노우치역
기타호리노우치역(일본어: 北堀之内駅, きたほりのうちえき)은 일본 니가타현 우오누마시에 있는, 동일본 여객철도의 철도역이다. 조에쓰선이 지나간다.

## 역 구조
상대식 2면 2선 구조의 지상역이다. 양쪽 승강장은 과선교로 이어져 있다. 우라사역이 관리하는 무인역으로, 승차역 증명서 발행기, 화장실 등이 있다.

### 승강장
| 1 | ■ 조에쓰선 | 고이데 · 무이카마치 · 에치고유자와 · 다카사키 방면 |
| 2 | ■ 조에쓰선 | 오지야 · 나가오카 방면                             |

## 역세권 정보
- 국도 제17호선

## 역사
- 1950년 2월 15일 - 일본국유철도 조에쓰선의 에치고호리노우치 역과 에치고카와구치 역 사이에 새로이 개업했다.
- 1987년 4월 1일 - 민영화에 따라 동일본 여객철도의 소속이 되었다.

## 인접역
| 동일본 여객철도 조에쓰선       | 동일본 여객철도 조에쓰선 | 동일본 여객철도 조에쓰선            |
| ------------------------------ | ------------------------ | ----------------------------------- |
| 에치고호리노우치 다카사키 방면 | ■ 보통                   | 에치고카와구치 나가오카·니가타 방면 |